# スクウェア (アダルトゲーム会社)
株式会社スクウェアは、石川県金沢市に本社を構えるアダルトゲーム制作会社および美少女ゲームの通販サイトの運営会社。
ブランドに「U・Me SOFT」「ソフトウェアハウスぱせり」等がある。
ファイナルファンタジーシリーズやドラゴンクエストシリーズで有名なゲーム制作会社のスクウェア・エニックス（合併前のスクウェア）との関連はない。

## 作品一覧

### U・Me SOFT
- 三坂物語（下記3作品のリメイク版を収録したパックもの）
  - 夢見坂
  - 柊坂の旧館
  - 想ひ出坂
- for Meシリーズ
  - ももこちゃんfor Me 〜見習い看護婦編〜
    - ももこちゃんfor Me R 〜ふたりだけの診察室〜
    - ももこちゃんfor Me R 外伝 〜指輪にこめた想い〜

  - ちよみちゃんfor Me 〜家庭教師性教育編〜
    - あいちゃんfor Meα 〜アイと隷従のメイド〜
- フェチシリーズ
  - フェチ 表の記憶
  - フェチ 裏の記憶
  - フェチ2 表の記憶
  - フェチ2 裏の記憶
  - フェチ3 表の記憶
  - フェチ3 裏の記憶
- CLUB ROMANCE 〜クラブ・ロマンスへようこそ〜
  - 明日香 入店 〜クラブ・ロマンスへようこそ〜
  - 純子 入店 〜クラブ・ロマンスへようこそ〜
  - みらい 入店 〜クラブ・ロマンスへようこそ〜
- パパラッチ
- 教習所のおねえさん
- SHAMPOO
- 白衣のご奉仕
  - ボクだけのナース 〜白衣のご奉仕2〜
- 不倫家族 〜誤利用は計画的に〜
- 姉弟相続
- 汝、その無垢なる魂で夜を彷徨うなかれ（ネオユーミ名義）

(2009年以降)
- 巨乳メイド 中出し天国!
- 母乳ナース 中出し天国！2
- ナンパ生ハメ 中出し万歳
- ナンパ生ハメ 中出し万歳2
- ナンパ生ハメ 中出し万歳3
- ナンパ生ハメ 中出し万歳4
- ナンパ生ハメ 中出し万歳5
- ナンパ生ハメ中出し万歳6
- 兄嫁いじり
- 淫交倶楽部
- 隣人観察
- くノ一三姉妹〜壱ノ巻・淫法三姉妹 見参！〜
- ザ・面接〜内定欲しけりゃ 分かるだろ？〜
- ドＭ男探偵がイク 勝手にイッたらオシオキよ！
- ドＭ男探偵がイク2 私のシモベになりなさいっ！
- ドＭ男探偵がイク3 アナタの××、剥いてあげる♪
- 男痴妻〜オトコト、シマクル、オンナタチ〜
- 熟母未亡人かずみ 娘の彼氏に抱かれて…
- メス妻調狂クリニック
- 嫁盗リカゾク 痴ラヌハ亭主バカリナリ
- スクールアイドル♂いとしのＱてぃくル
- カテキョなお姉さんと僕 いけない個人レッスン
- 変態マスク 正義の味方はＴバック。ってアホな！
- 完全なる調教ファイル
- 飼育×彼女
- 飼育×彼女2
- 逆催眠 思い切り僕を愛して苛めて可愛がって
- 保護者狩り

ボルボ本部長（システムロゼ）制作
- いまじねいしょんLOVE
- 暁の岩礁
- 天藍の夏

有限会社スタジオポラリス制作
- あいちゃんfor Me 〜メイド調教編〜
- 微笑みをもういちど 〜smile again〜

有限会社BROWNIE（1998～2003）制作
- D*S 1&2（下記2作品をCGの塗りなおし、I'veの主題歌を追加したパックもの）
  - DAWN*SLAVE 〜期せず擒とされた姫の處と心と拠〜
  - DAWN*SLAVE2 〜紅の刹那・純白の刻〜

シャオシャオカッパ
- 野獸戰隊シバルカン
- 姫一夜〜処女姫・全穴陵辱夜会〜
- 眠り姫の眠らぬ夜に…

ぷちゆ〜み
- 雀虐 〜狙われた茶道部〜
  - 雀虐2&3 〜凌辱の学園雀姫たち〜
- えちぇろす

DEEP ZONE
- 嫉 〜報復の章〜
- 吊
- 箱入り娘
- 幽閉
- Paradox 〜破戒の螺旋〜（開発はPandemonium）
- 逆吊 〜吊より〜
- 生娘、
- 軟禁

### ソフトウェアハウスぱせり
1989年に「せろり」でデビュー以降、PC-9800シリーズやX68000、FM TOWNS用のアダルトゲームを製作。アドベンチャーゲームだけではなく、クイズゲームやRPGなど多彩なジャンルのゲームを製作していた。
1998年にWindowsで発売した「デザートタイム 夢幻の迷宮」以降は「夢幻の迷宮シリーズ」としてRPGを主体に製作している。原画はTD-Xが担当。2000年発売の「ファントムナイト 夢幻の迷宮II」以降はI'veが主題歌と音楽を手がけている。
作品一覧
- 夢幻の迷宮シリーズ
  - デザートタイム 夢幻の迷宮
  - ファントムナイト 夢幻の迷宮II
  - 夢幻の迷宮3 TYPE S
  - ソニック・プリンセス - アダルトゲームでは数少ないシューティングゲーム
  - ソニックダイヴ
  - ダブルソリッド
- その他の作品
  - せろり
  - ライム
  - 煩悩予備校 - シリーズとして2,3がある
  - イマージュ - シリーズとして2がある
  - 碰龍戦士サニーナの伝説 [1993-04-23] カードゲーム FD*3
  - Be Rain [X68000K][ACT][1993-05-28] FD*3
  - パノラマ倶楽部 [PC98][1993] ボードゲーム FD*4
  - Mug-R
  - FARCE ファルス 誘惑白書 [PC98][ADV][1994] FD*6
  - RE-NO 〜STAYIN'ALIVE〜 [PC98][ADV][1996-06-14] FD*8
  - TRUE LOVE 〜純愛物語〜 [PC98][SLG][1995] FD*8

## 主なスタッフ
U・Me SOFT
- イシダ（原画）
- 金目鯛ぴんく（原画）
- 陽秋ゆう（原画）
- 首藤頼多（シナリオ）
- BJ-AKI（音楽）

## 備考
- DEEP ZONEは「裏日本最凶のSMゲームブランド」を名乗り、原画やキャラクターデザインにはTHE SEIJIも関わっていた。また、「Racing Team D'z」というカーレースチームを持っていた。ホームページは2002年以降更新が途絶え、後述のホームページ統合の際に削除された。
- 2008年3月8日、「DEEP ZONE」「ぷちゆ〜み」のホームページは「U・Me Soft」のホームページに統合された。
- PCゲーム通販、ダウンロード販売事業としてグループ内でプロップとアプロード、PCフリーダイレクトの3店舗を運営している。なお、2012(平成24)年7月2日を以て、アプロードとPCフリーダイレクトはプロップに統合された。
- 「U・Me Soft」のホームページに2ブランドが統合されて以降はDLソフトを意識した編成が続き、2010年1月26日で実店舗でもあった、OAハウスフレンドを閉めて以降はその傾向に拍車がかかっている（ただし、これに伴って一時期離れていた金目鯛ぴんくはくノ一三姉妹で復帰している）。